# فابیولا زولوآگا
فابیولا زولوآگا (اسپانیایی: Fabiola Zuluaga‎؛ زاده ۷ ژانویهٔ ۱۹۷۹) یک تنیس‌باز اهل کلمبیا است.